# Barjac (Lozère)
Barjac è un comune francese di 672 abitanti situato nel dipartimento della Lozère nella regione dell'Occitania.

## Società

### Evoluzione demografica
Abitanti censiti